# Sonja Vasić
Sonja Vasić (Servisch: Соња Васић; meisjesnaam: Петровић; Petrović) (Belgrado, 18 februari 1989) is een Servisch basketbalspeelster die uitkomt voor het nationale team van Servië. 

## Carrière
Vasić speelde voor Chicago Sky en Phoenix Mercury in de WNBA. In Europa speelde ze voor Rode Ster Belgrado, UB - FC Barcelona, CJM Bourges Basket, Sparta&K Oblast Moskou Vidnoje, ZVVZ USK Praag, Dinamo Koersk en Uni Girona. Ze won drie keer de EuroLeague Women in 2009, 2010 en 2015. Ze won de FIBA Europe Young Women's Player of the Year Award in 2007. In 2016 werd ze gekozen tot Serbian Basketball Player of the Year.
Met Servië won ze het Europees kampioenschap basketbal vrouwen 2015 en Europees kampioenschap basketbal vrouwen 2021 en kwalificeerde ze zich voor het eerst in de historie voor de Olympische Spelen in 2016.

## Privé
In juli 2019, trouwde Petrović met Miloš Vasić, een Servisch roeier.